# عيسى بن مريم (مسلسل)
مسلسل النبي عيسى بن مريم مسلسل إيراني، من إنتاج التلفزيون الإيراني، وإخراج ماجد مجيدي، تدور قصة المسلسل في 17 حلقة، حول سيرة حياة السيد المسيح حسب ما ورد في القرآن.